# アリアンロッドRPG
アリアンロッドRPGは日本製のファンタジーTRPG。菊池たけし／F.E.A.R.著、2004年5月に発売。
アリアンロッド（Arianrhod）とは本来ケルト神話に登場する女神の名前であり、「白銀の車輪」の意味。
2011年7月に発売されたルール第二版『アリアンロッドRPG 2E』については当該項目を参照のこと。

## 概要
基本ルールブックのあとがきによると、菊池たけしは「可能な限り分かりやすく、しかしヘビーなユーザーが楽しむことに耐えられ、だれもがいつまでも遊べる」「みんなの共通言語による、みんなが楽しめるTRPG」を目指して『アリアンロッド』をデザインしたとのことである。
ゲームの舞台は、「火の時代」と呼ばれる時代の、「エリンディル」と「アルディオン」という2つの大陸で、剣と魔法のファンタジー世界である。PCはこの世界で、様々な洞窟や遺跡を探索したり、魔物退治をしたり、人々の依頼を受けたりする。またアルディオンにおいては特定の国家に属して戦記物風の冒険も楽しむことが出来る（後述参照）。
パーティ強化ルール「ギルド」、クラスや種族とそれに付随するスキル、クラスにアコライトなど、MMORPG（『ラグナロクオンライン』や『ファイナルファンタジーXI』や『ウルティマオンライン』など）を意識したデザインになっている。一方で、F.E.A.R.社製のTRPGに良く見られる、キャラクター間の関係を規定するコネクションルールやキャラクターのシナリオへの導入を目途とするセッションハンドアウトルールなどのセッション支援ルールは、基本ルールブックに搭載されていない（サプリメントには選択ルールとして搭載されている）。特にロールプレイやドラマ性を意識せずとも、シンプルなハック&スラッシュなプレイが最低限楽しめるという点においてもMMO風と言える。
基本ルールブックは富士見書房より文庫で発売されており、安価で入手が容易であった（これはルール第二版『アリアンロッドRPG 2E』にも引き継がれている）。上級ルールブックを含む大半のサプリメントはゲーム・フィールドより発売（B5版書籍）されていたが、一部サプリメントは富士見書房やエンターブレインからも発売されていた。

## システム

### キャラクターメイキング
プレイヤーキャラクターの作成はクラス制に属する。
プレイヤーキャラクターは「種族」を一つと、「クラス」を二つ選択する。その組み合わせによりキャラクターの能力値とスキル（技能）が決定される。
種族とクラスの具体的なリストはアリアンロッドRPG#種族、およびアリアンロッドRPG#クラスを参照。

### 行為判定
行為判定は上方判定に属する。使用されるランダマイザーは六面体ダイスである。
行為判定に使用するスキルや能力値により、振ることのできる六面体ダイスの数が決定される。振ったサイコロの出目を全て合計して、さらにそれに武器やスキルなどによる修正値を足した値が行為判定の目標値以上ならば判定は成功とみなされる。
振ったサイコロの中に、6の出目が2個以上あればクリティカルが発生し、最終的な達成値に関わらず行為判定は自動成功する。
また、振ったサイコロの全ての出目が1であればファンブルが発生し自動失敗の効果となる。

### シナリオの進行
シナリオの進行にはシーン制が採用されている。
ダンジョンアドベンチャーがゲームの主要なテーマとなっているため、ダンジョン探索とシーン制とが組み合う形でルールが実装されている。ダンジョンの一つの部屋が1シーンとして扱われ、移動するたびにシーンが切り替わるという仕組みになっている。
『上級ルールブック』の選択ルールを採用することでシナリオフェイズ制のシナリオを作ることができるが、基本ルールブックのみでは、シナリオはフェイズ進行はされない。

### スキル
プレイヤーキャラクターが使用できる「技能」のこと。クラスや種族、所属ギルドなどによって習得できるものが決まっているが、クラスや種族を問わず取得できるものも存在する（基本ルールブックには未掲載）。スキルの大部分は戦闘やダンジョン探索で使用するものになっている。
各スキルごとに「スキルレベル」（SLと略記される事が多い）というものがあり、スキルを覚えたばかりのときのスキルレベルは1である。キャラクターのレベルアップの際に、新しいスキルの取得と習得済みスキルのスキルレベルアップが合わせて2回でき、スキルレベルが上がることで、そのスキルの能力は強化されていく。スキルレベルは最大で5まで上げられ（2以上にならないスキルもある）、
また、取得に条件が課せられたスキルも存在する（特定スキルのスキルレベルが5になっていないと覚えられない等）。
なお、『スキルガイド』ではスキルレベルの最大値は各スキルごとに設定されるようになった。
スキルは「自動取得スキル」「メインスキル」「サポートスキル」「パッシヴスキル」「ギルドスキル」などいくつかの種別がある。「自動取得スキル」はキャラクター自身のレベルが上がれば、上がるほど強くなっていくスキルである。取得できるタイミングもスキルによっては違っていて、キャラ作りの時にしか、覚えられないスキルもあり、種族を表すためのスキルもある。

### フェイト
『アリアンロッド』の特徴の一つである、一種のヒーローポイント。運命の女神アリアンロッドの加護と言われていて、基本的に作成直後のキャラクターのフェイトの最大値は5点である。
フェイトを消費することにより、キャラクターは様々な奇跡を得られる。具体的には「ダイスを一つ増やす」「判定を1回だけやり直せる」「クラスチェンジにより封印された自動取得スキルを使える」などであり、一回の判定につき幸運値の値まで使用できる。さらに、プレイヤーはシナリオ中に使用したフェイトの数だけ経験点を追加で得られ、1回のシナリオで使いきったとしても次のシナリオでは最大値まで回復する。
また、フェイトの点数はプリプレイやアフタープレイで経験点を消費する、一部のライフパスや種族スキルによって増やすことができる。

### ギルド
本作の特徴。多くのTRPGにおいてギルドとは冒険者の組合を指すが、本作ではMMOにおけるギルドに似せておりPCのパーティーとほぼ同義である。リーダーとなるギルドマスターを決め、ギルドのメンバーを神殿に申請するだけで結成できることになっている（実際のプレイでは、GMにギルド名などを申告するだけで良い）。
他のTRPGにおけるパーティと大きく異なる点は、所属していれば「ギルドスキル」という特殊能力が得られることである。例を挙げれば、ドロップアイテム（モンスターを倒した際に得られる物品・金銭）を獲得するときに種別判定のダイスが一つ増えて良いものが出やすくなる『目利き』や、パーティ全員のMPを最大値まで回復できる『祝福』などがある。また、ギルド自体にレベルがあり、経験点を与えることによって成長しレベルが上がっていく。レベル上昇の度にギルドスキルを新たに1つ取得することができる（結成時は2つ）。

## 種族
以下の種族は「神の子の6種族」と呼ばれ、全てをまとめて「人間」と呼ぶ。
ヒューリン
いわゆるヒト。「火の時代」に「神々の王」と呼ばれる太陽神アーケンラーヴによって創造された種族。エリンディルの知的種族の中では最も数が多い。特に欠点はなく、平均的な能力を持つ。6種族中で唯一、他種族との混血が可能。
エルダナーン
いわゆるエルフ。「火の時代」に月と予言の女神ブリガンディアによって創造された種族。背が高く、とがった耳が特徴。6種族の中で一番寿命が長く、中には不老長寿の者もいる。知力や精神力が高く、筋力などが低め。6種族ではヒューリンとともに最も遅く創造された人間でもある。
ネヴァーフ
いわゆるドワーフ。「地の時代」に山と鍛冶の神ゴヴァノンによって創造された種族。ヒューリンの3分の2程度の身長で、男性は顎の長い髭が特徴。手先が器用で、様々な道具を作ることで知られる。筋力や器用さが高く、幸運が低い。
フィルボル（小さき人）
いわゆるホビット。「地の時代」に豊穣を司る河と泉の神アエマによって創造された種族。6種族の中で一番小柄。ややとがった耳を持つ。敏捷と精神力が高く、筋力が低い。ネヴァーフと同時期に生み出された。
ヴァーナ（野なる人）
いわゆる獣人。「水の時代」に「神々の父」と呼ばれる天空神ダグデモアによって創造された種族。少々背が低い点以外はヒューリンとほぼ変わらないが、動物のような耳と尻尾を持つ。その耳と尾によって「兎族（アウリラ）」「猫族（アウリク）」「狼族（アウリル）」の3つに分類される。6種族の中で一番素早いとされており、敏捷と感知が高く、知力と精神力が低い。6種族では最も古い歴史を持つ。
ドゥアン（剛なる人）
ヴァーナとは違うタイプの亜人。「水の時代」に雷と戦の神グランアインによって創造された種族。屈強な肉体を持つ種族で、「有角族（セラトス）」「牙爪族（ケイネス）」「天翼族（オルニス）」の3つに分類される。筋力、体力の高さが特徴で、感知は低い。ヴァーナにやや遅れて生み出された。
以下の種族はアルディオン大陸固有の知的種族である。いずれも神が産んだ種族ではないため、ゲーム上では「人間」としては扱われないがPCとして選べる。使っても良いかは最終的にはGMが決定できる。
エクスマキナ
いわゆるアンドロイド。分類上は「機械」。アルディオン大陸に渡ったネヴァーフの錬金術師ゴールリンによって創造されたと言われる種族、ゴーレムの上位種とも言える。人間のように感情や精神がある。色々な形をしているが、PCとして使えるのは人間型のみ。筋力が高い。
ドラゴネット
いわゆる龍人。分類上は「竜」。アルディオン大陸で信仰されている神竜王セフィロスによって創造されたと言われている種族。竜の特長を持った人間の外見をしている「アンスロック」、身体の一部が竜の姿の「メディオン」、二足歩行の竜の姿の「レパータル」の三種類が居る。姿は生まれでは決まらず、ドラゴネットはセフィロスの導きによって役割に相応しい姿を得ていると思っている。筋力と精神がやや高い。
以下の種族はエリンディル大陸固有の知的種族である。いずれもゲーム上ではPCとして選べない（特にギルマンは基本的にエネミーとして扱われる）。エルダは「人間」（上記の6種族）と同じ神によって作られた種族だが、ギルマンは神が産んだ種族ではない。
エルダ
半神半人の種族。知恵も技も持ち、『神聖王』の下で何千年も平和に暮らしていたが、何時しか堕落し、一部が神々から世界を奪いたいと想うようになり、邪神を作り上げた。これらのエルダは最後の神聖王アルトリウスを討ち倒して王都ティンダージェルを滅ぼし、ついには神々との間で大戦争を起こし、その結果、世界は「風の粛清」によって滅びることとなった。エルダ達の作った道具は現在の技術力では作り上げられないぐらいに高性能。
ギルマン
いわゆる半魚人。分類上は「動物」。神々が住んでいた時代、「ヒィンニの泉」という泉に立つ榛に実る「知恵の木の実」を、泉に住む一匹の鮭が食べたことがギルマンの発祥とされる。人間とは長年に渡って敵対関係にあり、西方では聖暦500年代と700年代の二度に渡って「ギルマン戦争」と呼ばれる大戦が発生している。現在、ギルマン勢力は西方ではパリス同盟、東方ではダイワ群島国と対峙している。その一方、人間の中にもギルマンの傭兵を雇う者や、ギルマンを神の使いと見なす宗教集団が存在する。

## クラス
アリアンロッドRPGにおけるクラスは職業というより、そのキャラクターの役割のようなものである。クラスは「基本職」「上級職」「地域基本職」の3つに大別される。基本職は特に制約なく取得できるクラス、上級職はPCがレベル10に達するまでは取得できないクラス、地域基本職は特定の地域に結びついた特色を持つクラスである。
エリンディル西方固有の地域基本職は出自「特殊な一族」を選択することが必須となる（『スキルガイド』を導入すれば、出自「特殊な一族」を選択しなくても地域基本職を選べるようになる）。またアルディオン固有の地域基本職は『アルディオン大陸ガイド』もしくは『サガ・トラベルガイド』、エリンディル東方固有の地域基本職は『エリンディル東方ガイド』の導入が必須となる。
PCは初め基本職から1つを「メインクラス」、もう1つを「サポートクラス」として選ぶ（同じ基本職を選んでも良い）。サポートクラスは成長時に変更することができる。もしPCのレベルが10に達したら、「転職」して上級職になることもできる。何になれるかは最初に選んだメインクラスによって決まる。また、一度上級職になれば前のクラスへ戻ること（例：ウォーロードからウォーリアになる、など）はできない。
上級職以外のクラスについては、クラスを特徴付ける「自動取得スキル」が定められており、そのクラスになれば全て自動的に取得できる。もしそのクラスから他のクラスへ変更すれば、これらのスキルは「封印」される（使用できなくなる）が、フェイトを消費するかギルドスキルを使うことで一時的に使えるようになる。自動取得スキルのレベルは2以上にできないが、キャラクターのレベルが上がるほど効果が強力になっていく（最大10レベルまで）。メインクラスとサポートクラスが同一、または基本職とその上級職の組合せだった場合、自動取得スキルはより強化される（レベル+1として扱われる。最大11）。
- 基本職（メインクラスも可）
  - ウォーリア - 戦士。基本的な前衛職で、武器攻撃全般が得意な他、仲間をかばう能力を持つ。
  - メイジ - 魔法使い。魔法攻撃が得意な他、武器に魔法属性を付与することなどができる。
  - アコライト - 聖職者。HP回復やダメージ軽減などの補助魔法が得意。光・闇の攻撃魔法や打撃武器による白兵戦も行える。
  - シーフ -盗賊。ダンジョンでの罠発見、解除や情報収集などに長けている。また、高い敏捷度を活かした戦闘もできる。
- 基本職（サポートクラスのみ）
  - サムライ - ウォーリアに似ているが、より東方の国より伝承されている特殊な剣術を使う。
  - モンク - 修道士。己の肉体を鍛えることにより、武器や防具に依存しない戦闘をする。
  - サモナー - 召喚士。動物の王の力を借りる召喚魔法などが使える。
  - レンジャー - 野外の活動に長けている者。射撃武器（弓）を使ったスキルや罠を仕掛けるスキルを取得できる。
  - アルケミスト - 錬金術師。様々なポーションや銃（ライフルタイプ）を使用できる。
  - バード - 吟遊詩人。呪歌を使った戦いをする。
  - ガンスリンガー - 魔導銃（キャリバー）と呼ばれる短銃を使った射撃に長けた職業。接近戦もできる。
  - セージ - 賢者。幅広い知識を利用して、自分や仲間の補助をする。
  - ニンジャ - 隠密行動に長けた東方由来の職業。武器攻撃も魔法攻撃もできる。
  - ダンサー - 踊り子。踊りによって自分が戦いやすくできる。
- 上級職（メインクラスのみ）
  - ウォーロード - ウォーリアの上級職。防御を捨てて攻撃に特化した。
  - ナイト - 騎士。ウォーリアの上級職。ウォーロードの逆で、防御に特化した。騎乗状態で使えるスキルもある。
  - プリースト -司祭。アコライトの上級職。アコライトのスキルを強化したスキルを使う。
  - パラディン - 聖騎士。アコライトの上級職。プリーストより補助面では劣るが、強力な攻撃もできるようになる。
  - ウィザード - 魔術師。メイジの上級職。強力な攻撃魔法を使う。光、闇属性を覚えることが可能になる。
  - ソーサラー - 魔導師。メイジの上級職。様々な補助魔法で戦術の幅を広げる。覚えている魔法を強化していくタイプ。
  - エクスプローラー - 探索者。シーフの上級職。ダンジョン攻略と短剣による白兵戦闘に特化している。
  - スカウト - 斥候。シーフの上級職。射撃攻撃に優れている他、隠密行動や毒の扱いにも長ける。
- 上級職（サポートクラスのみ）
  - ドラグーン - 龍騎士。古代竜の力を借りて戦う職業。自己強化が得意。名前のイメージとは裏腹に、魔法系クラスとの相性も良好。
  - テイマー - 調教師。獣を調教し、従えることにより様々なことを行う職業。鞭の扱いも得意。
  - ハイランダー -　魔導剣（アブストラクター）と呼ばれる、状況に応じて形状を変える武器を使用するクラス[1]。
  - メンター -　導師。各クラスの技の発展系を使えるクラス。奥義書を使いコストを下げたりも出来る。
- 地域基本職 - エリンディル西方（サポートクラスのみ）
  - ヴァイキング -海賊。神聖ヴァンスター帝国の発祥地であるフィンジアス島及び周辺島嶼の職業。水中攻撃や味方補助に優れている。
  - グラディエーター - 剣闘士。パリス同盟を構成する都市国家クラン＝ベルの職業。1対1の戦闘に長けている。
  - ヒーラー - 治癒術士。エルーラン王国シュペンガー伯領の主都ルネスの職業。薬草の扱いに長け、金を消費してポーションの効果上昇や味方の行動補助をする。
  - シャーマン -呪術師。キルディア共和国の職業。相手の行動を制限するような技が多い。
- 地域基本職 - アルディオン（サポートクラスのみ）
  - プリーチャー 使徒。- 神竜王セフィロスの信託を受けた者。自身を強化するスキルを多く持つ。
- 地域基本職 - エリンディル東方（サポートクラスのみ）
  - カンナギ - 巫女。ダイワ群島国の職業。七大神の力を借りた自己強化・他者強化がメイン。
  - チューシ - 料理人。セーリア大帝国の職業。自身が作る料理を介して回復や魔法攻撃を行なう。
  - バートル - タルタル・ハン国の職業。いわゆるドラゴンライダー。騎兵戦に長ける。
- 地域基本職 - その他（サポートクラスのみ）
  - フォーキャスター / グンシ - アルディオン諸国及びセーリア大帝国の職業[2]。いわゆる軍師や戦術家。支援をすることに特化している。「フォーキャスター」はアルディオン諸国、「グンシ」（『サクシ』とも）はエリンディル東方での名称である。

## 世界設定

### 全体
『アリアンロッド』の世界はよくある剣と魔法のファンタジーであるが、錬金術師たちによって作られた銃器やロボット（ゴーレム）といった機械類も存在する（ただし日常生活への普及はしていない）。過去、世界は神々がもたらした天変地異（「（神々の）粛清」と呼ばれる）によって3度滅びており、現代は「火の時代」と呼ばれる。

### 神々
「七大神」と呼ばれる七柱の神が、この世界の信仰対象となっている。すなわち、世界を創造した天空神ダグデモアと大地神ダナン、上記の二柱によって生み出された太陽の神アーケンラーヴ、月の神ブリガンディア、泉と河の神アエマ、山の神ゴヴァノン、雷の神グランアインである。
七大神の眷属として、世界の理を司る七柱の「精霊の王」と、全ての動物の始祖たる七柱の「動物の王」が存在する。精霊の王は大気の王ディジニ、火焔の王イフリート、大地の王ダオ、水流の王マリッド、光輝の王マライカ、暗黒の王ディアボロス、銀の輪の女王アリアンロッドから成り、動物の王は小さき蟲の王アラクネ、空飛ぶ鳥の王シームルグ、水泳ぐ魚の王リヴァイアサン、牙持つ獣の王フェンリル、蹄持つ獣の王カトブレパス、鱗持つ蛇の王ヨルムンガンド、すべてもつ竜の王ファーヴニルから成る。
『アリアンロッド』の世界における世界宗教は、上述の七大神信仰であり、七柱を祀る「神殿」は、エリンディル西方の山中にある都市ディアスロンドを総本山として全世界にネットワークを張る。しかし、アルディオン大陸諸国やタルタル・ハン国はファーヴニルの眷属である古代竜も信仰し、ダイワ群島では「ダイワ信教」と呼ばれる独自の宗教を信仰する。

### エリンディル
「大海の亀裂」の東側に位置する大陸。「無限の砂漠」と呼ばれる大砂漠を境に「西方世界」と「東方世界」という文化圏に分かれる。主な国家として「（西方）四大国家」「東方三国」がある。そのほかにも西方のディアスロンドやエルクレストに代表される都市国家や、東方のメーナームヤイ王国のような中小国家も存在する。エリンディル西方の北部はコナカタ山脈の北に広がる「沈黙の氷原」と地中海「大腐海」に阻まれており、大腐海に浮かぶトリー島南端にある“魔都”ベルヴェ以外は詳細が明らかでない。またエリンディル東方の北部は「大荒野」と呼ばれる荒野の北にある山脈と、その北にある凍土地帯に阻まれ、南部はメーナームヤイのあるケムムート川沿岸を除いて密林に覆われている。

東西文化圏はキルディアから「無限の砂漠」北部を経由しセーリア北西部に至る「砂漠の道」と、メーナームヤイ経由でエルーランとダイワ、セーリアを結ぶ海路の2ルートで交流がある。
エリンディル大陸の主な国家・都市
神聖ヴァンスター帝国
「四大国家」の一つ。鱈の海に浮かぶフィンジアス島と、大陸西方中部のミッショネン平野地方を領土とする。聖暦719年建国と比較的古い歴史を持つが、現神聖皇帝ゼダンが即位してから急激に勢力を伸ばした。四大国家の中で最も早くアルディオン諸国と交流を持った国で、アルディオンから伝来した錬金術に力を入れている。また皇帝の意向もあって神具（「“聖都”ディアスロンド」を参照）や宝具を集めているのが特徴。ヒューリンの他にドゥアン（オルニス）が多い。帝都はフィンジアス島のヴァンスター。
エルーラン王国
「四大国家」の一つ。西を「死人の沼地」と呼ばれる湿地帯、北をエリン山脈に区切られている。聖暦300年代に成立した、現在ある西方諸国の中では最古の王国だが、現国王エル13世の政治への無関心もあり、近年は内部腐敗が進んでいる。「赤枝の騎士団」と「円卓騎士団」の二大騎士団を所有しているのも特徴。東方諸国へと向かう海路の出入り口でもある。王都ログレスはかつてこの地にあった「地の時代」の遺跡の上に建設されている。
パリス同盟
「四大国家」の一つ。ヴァンスター帝国の勢力拡大に対抗するため、ミッショネン平野の北を流れるネルス川沿岸平野部（通称「中原」）の都市国家が同盟して聖暦1002年に成立した。所属している都市国家は“遺跡の町”ライン（ライン王国）、“水の街”クラン＝ベル、“機械の街”カナンなど。評議会議長はカナン選出のミューズ・アルドゥーラ。
「パリス」という国号は、聖暦500年代に中原を支配していた「パリス王国」に由来する。
ライン王国
パリス同盟の指導都市。聖暦750年に建国され、一時は中原西部を支配するなどしたが、“不老王”ヴェルフィンの圧政によってクラン＝ベルなどの諸都市が離脱。992年に冒険者エレヴォンドがヴェルフィンを倒して王位に就き、200年余りに及ぶ悪政に終止符が打たれた。現在の実質的領土は王都である“遺跡の町”ラインとその周辺のみだが、歴史的経緯から「王国」を名乗り続けている。
キルディア共和国
「四大国家」の一つ。聖暦996年に建国された新興国家。「無限の砂漠」と呼ばれる砂漠全域を領土と宣言している。エリンディル西方で唯一君主制を採らない国である。この地はドゥアンの遊牧民が多く、傭兵出身の現共和国主席キルドが「ドゥアンの民族的自立」と「周辺国家からの侵略への対抗」を訴え、彼らを10年かけて説得して成立した。「砂漠の道」を渡ってエリンディル東西を行き交う商人を手厚く保護しており、商業立国を目指すが、同時期に東方で成立したタルタル・ハン国の西進政策の影響を受けている。またキルドの進歩的政策（特に遊牧民の定住促進）から、内部では進歩主義者と伝統主義者の派閥がある。首都ミースはキルドがドゥアンの造物主たるグランアインから国家建設の啓示を受けた地に建設された。
“聖都”ディアスロンド
エリン山脈の山中に位置する。神殿の教典「白の書」によれば「風の時代」にエルダが建設した都市という。「風の粛清」で一旦は滅亡したが、「火の時代」聖暦200年代に冒険者ルキアノス（初代教皇とされる）がこの地で神の啓示を受け、神殿を建てた。以来約800年の間、エリンディル西方の信仰の中心であり続けている。エリンディル東方にもその影響は及び、セーリア大帝国では国教とされている一方、約100年前に布教が始まったダイワ群島国では、布教初期には異端とされた時期があった。
ルキアノスが受けた啓示の中に「魔族との戦いに備え、神の武具（神具）を集めよ」というものがあったため、各地の神殿を通じて冒険者達の監視と支援もしている。裏で「神聖騎士団」や「長き腕（ラヴァーダ）」などの組織を所持する。現教皇（第61代）はヴェラシオ・ハーヴェイ。
“賢者の街”エルクレスト
ヴァンスター帝国（大陸領土）西部国境に近いロアセル湖畔の都市。もとは小さな集落に過ぎなかったが、聖暦900年代初頭、ロアセル湖でエルダが作ったと言われる遺跡が発見されたのをきっかけにら多くの研究者が移住し都市化した。その二つ名の通り多くの知識が集まり、エリンディル西方の冒険者の憧れの地となっている。現評議会代表はアルフレッド・ヨーク。
エルクレスト・カレッジ
国家権力機関ではないが、エルクレスト市の成り立ちにもかかわるのでここで記述する。
冒険者を養成する7年制の全寮制高等教育機関。ロアセル湖遺跡発見後、同地を探索していた冒険者の一人リュー・マクールが組織したギルド「輝きの剣」を母体として開学した。
神学、法学、魔法学、錬金術学、使徒学の5学部から構成され、学生は6つある学寮のどれかに属して学ぶ。校地は市の版図の約半分を占め、エルクレスト市の政治や産業、住民の職業構成にも影響を与えている。現学長はエルヴィラ・アルディリケ。市評議会代表のアルフレッド・ヨークもカレッジの理事兼教授である。
ダイワ群島国
「東方三国」の一つ。ダイワ群島はエリンディル大陸の東にある大洋「東海」に浮かぶ大小数百の島から成り、「地の時代」末期に移住したネヴァーフが島を開拓して先住民族を形成していたが、「火の時代」に入り少数のエルダナーンが出現し、現在の最多数種族であるヒューリンは聖暦100年代にセーリア大帝国からが移住した。約200年前にアオイ家による統一がなされたものの、それまで続いた小国乱立の時代の名残から、元首「タイクーン」たるアオイ家に「ダイミョウ」と呼ばれる領主が忠誠を誓う封建制度に基づく連邦国家と言える状態である。現タイクーンのアオイ・カゲユキが病弱ということもあり中央権力たる「幕府」の力は弱く、国内ではダイミョウの間で争いが絶えない。また支配者階級である「サムライ」と庶民階級は政治面で隔絶されており、庶民階級は「ダイワ群島国」という国家の存在すら知らない。クラスのサムライやニンジャの祖国である。首都はホントウ島のオオド。
セーリア大帝国
「東方三国」の一つ。「火の時代」に中央平原に出現したヒューリンの農耕民族が起こした国で、人口は億を超えている。成立は聖暦33年と東西を通じてエリンディル最古の歴史を持つ。元首である大皇帝は超常能力を有するばかりか、世襲ではなく転生によって承継されるなど謎が多く、「初代大皇帝はある日突然『出土』し、その姿を見た者はたちまち平伏した」という伝承がある。現在大皇帝はリーファという13歳の少女に転生し、中央部の大都市フアンジンの玉座に君臨している。
支配領域は、西と北の境は天至大山脈、南の境は密林地帯が迫るジリュウ川流域、東の境は東海とほぼ三角形を構成し、その版図はエリンディル西方の既知領域の4倍近い。大皇帝中心の中央集権体制をとるが、地方政治に関しては国土を4地方に分け、それぞれに派遣される行政長官兼軍司令官たる「総督」に委ねられている。
官僚制度、教育制度、医学（「養生術」と呼ばれる）が発達している。東方での影響力の高さに対して西方での露出は低いが、これは密貿易と海賊を阻止するため海禁政策をとっていることによる。
タルタル・ハン国
「東方三国」の一つ。天至大山脈の北部に広がる「大草原」と「大荒野」の遊牧騎馬民族を統合して出来上がった国家で、「無限の砂漠」の北部も実効支配している。この地域には「火の時代」初期に存在した12部族の流れをくむ数百の遊牧部族が部族間抗争も交えながら暮らしていたが、聖暦992年に、平時の開催としては約100年ぶりとなる有力部族首長会議の決議に基づき、タルタル族を宗主とする統一国家として建国された。国土の面積はセーリア大帝国とほぼ同じだが、人口はセーリアの1割強に過ぎない。宗主部族の末裔である純タルタル人は騎馬や弓の扱いに長けている。「ムガ＝モリ」と呼ばれる東方固有種の竜と、その祖たる“太祖竜”ボルテモガイを信仰し、元首である大ハンはボルテモガイに王の素質を認められた人物でなければならない。ムガ＝モリに認められ、騎乗を許された独特のドラゴンライダー「バートル」を有する。セーリアとは「地の粛清」でボルテモガイが手放してしまった「太祖竜の武具」の所有権を巡って敵対関係にあり、現大ハン・フレグの西進政策からキルディア共和国とも緊張が高まっている。首都ハルは遊牧社会ゆえに「都市」という概念が希薄なタルタルには珍しい計画都市として建設された。ただしセーリアと戦争状態にあることもあり、大ハンは東部のクム渓谷に設けられたテント都市に滞在することが多い。

### アルディオン
「大海の亀裂」の西方に広がっている大陸。火の時代が始まってから約200年後、魔族と人間の大規模な戦いで活躍した英雄ウルフリックとその仲間達（「セイン」と呼ばれる）が神々から与えられたという大陸。彼等を導いたのは神竜王セフィロスである。エリンディル西方諸国とアルディオン諸国は細々とした交流がある。活発化しないのは片道一ヶ月はかかるのと、「大海の亀裂」の存在ゆえに、渡るには年に数回あるはずの凪の瞬間を待つしかないからである。エリンディル東方諸国との交流は無いに等しい。
アリアンロッドの舞台となる区域はアルディオン大陸の北東部である。かつてはウルフリックとその子孫がこの区域を統治していたが、一族が絶えてからは多数の国家が存在する戦乱の時代となっている。地中海「エールズ海」を挟んだ南東部は沿岸に小国家が散在しているものの、その先は密林に覆われた未知の領域である。また大陸西部も峻厳なノーラント山脈に阻まれ、何が存在するかは明らかではない。
アルディオン大陸には、ウルフリックが神々から与えられた「竜輝石」と呼ばれる石の伝説が伝わっている。竜輝石は全部で7種類28個あるとされるが、現在はその多くが行方不明となっている。アルディオンで王を名乗り国を興すには、竜輝石のうち7つある「王威の竜輝石（王の石）」が必要とされる。
また、アルディオンには「統一帝（アルドワルダ）」と呼ばれる称号があり、これを得た王国は、宗主国として限定的ながら他国の行政にある程度関与することができる（他国から徴税する権利など）。この称号は、エストネル王国の国王エル・ウォーデンによって管理されている。
なお、下記の国家は、『アリアンロッド・サガ タクティクスガイド』掲載時点での情報が元になっている。『アリアンロッド・サガ』の性質上、後に刊行されるリプレイやサプリメントなどによって、公式の情勢は変化していくことになる。各シリーズの最新巻に基づく情勢については「アリアンロッド・サガ」の記事を参照されたい。
主な国家
レイウォール王国（赤竜王国）
大陸西部に位置する、アルディオンでも最大級の勢力を持つ国。現在の宗主国でもある。王都はノルドグラム。現国王はオーギュスト・ダリウス。
グラスウェルズ王国（白竜王国）
大陸東部に位置する、レイウォールに匹敵する勢力を持つ国。宗主国になったことは一度もなく、統一帝の座を巡ってレイウォールと対立している。王都はベルグシーレ。現国王はフィリップ。
エストネル王国
大陸中部のエストネル山地に位置する。アルディオンの統一帝を決める権限を持つ国だが、エストネル王国の国王自体は統一帝になる権利を持たない。国王エル・ウォーデンは、かつてウルフリックと共に戦った仲間である。王都はエル・ウィン・フリット。
ゴルフォード王国
大陸東海岸に面した、錬金術が発達した国。名君に恵まれない影響からか、近年は衰退の一途を辿っている。王都はウォリックフォード。現国王はドワーディン。
フェリタニア＝メルトランド連合王国
大陸中部、レイウォールとグラスウェルズの間に位置する新興国家。帝紀812年に発生したメルトランド戦役の結果、以下の2カ国が同君連合を形成して成立した。王都はノルウィッチ。現国王はピアニィ・ルティナベール。
メルトランド王国
連合王国の前身国家の一つで領土の北部を占める。先住民族との交流により独自の文化を持つ。意思を持つ大樹「偉大なるヒース」が国民の精神的な支柱となっている。
フェリタニア王国
連合王国の前身国家の一つで領土の南部を占める。かって同地にあった「アヴェルシア王国」を母体とする。レイウォールに支配されていたアヴェルシアの一部を解放した際に、かつての統一国の名を冠するようになった。
その他の国・都市など
商人の国カムロート、軍事国家ラングエンド、ドラゴネットの集落ブルムなどがある。

### 冒険者
エリンディル西方においては冒険者は神殿の登録制度による『使徒（ヘラルド）』の位階を与えられている、公に認められた職業と認知されている。この世界では神の武具（神具）というものが世界のあちこちに隠されており、予言されている魔族との終末戦争に備えて神殿が数百年に渡って神の武具の探索を続けている。
その探索を効率的に行うためには、宝探しやトラブルシューターを行うプロフェッショナル、すなわち「冒険者」たちの協力が欠かせない。そのため、神殿は冒険者への依頼を管理したりアイテムの売買を行うなど（いわゆる従来のファンタジーRPGにおける「冒険者の店」「冒険者ギルド」の役割を神殿が担っている形となる）、積極的に冒険者を支援している。
一方アルディオンでは、冒険者が職業として認められているわけではない。これはアルディオンには魔族や妖獣が存在しないとされ、その一方で戦乱の慢性化により神殿が（エリンディルのような）大陸全土に及ぶ権威を失っており、大陸規模の冒険者支援組織がないからである。このため、ギルドの扱いもエリンディルとは大きく異なり、ゲーム上では国軍の一部隊や傭兵団といった形を取る。ただし、いわゆる何でも屋的に冒険者稼業を営む者はアルディオンにも存在する。
エリンディル東方はエリンディル西方とアルディオンの折衷と言える。西方神殿の総本山たるディアスロンドの権威は東方にも及んでいる一方、ゲーム上では隊商や船団、傭兵団、商社などもギルドとして扱われる。これらに付いてはゲームマスターの判断による。

## 製品一覧

### ルールブック
- アリアンロッドRPGルールブック（基本ルールブック） ISBN 4-8291-4395-9
- アリアンロッドRPGルールブック新装版（基本ルールブック）
- アリアンロッドRPG上級ルールブック（追加データ、追加ルール） ISBN 4-907792-74-3

### サプリメント：共通
- リインフォース（アイテム、モンスター、スキル、新クラスなどの追加データ、高レベルセッション用GMガイド、シナリオ） ISBN 978-4-907792-94-7
- アリアンロッドRPGアイテムガイド（アイテムの改訂、整頓、スキルなどの追加データ） ISBN 978-4-8291-7629-0
- アリアンロッドRPGエネミーガイド（モンスターの改訂、整頓、スキルなどの追加データ） ISBN 978-4-8291-7655-9
- アリアンロッドRPGスキルガイド（スキルの改訂、整頓、新クラスなどの追加データ） ISBN 978-4-8291-7680-1
- バトルフィールド（追加ルール集[21]、ワールドガイドの一部改訂、シナリオ） ISBN 978-4-86224-050-7

### サプリメント：エリンディル
- アリアンロッドRPGトラベルガイド（ワールドガイド、追加データ） ISBN 4-8291-4466-1
- エルクレスト学園ガイド（学園設定資料、シナリオ） ISBN 978-4862240170
- アリアンロッドRPGサプリメント エリンディル・レジェンドガイド（スキル、アイテム等追加データ、アリアンロッド・リプレイの紹介と出演PC・一部NPCの現況設定[22]） ISBN 978-4-8291-7677-1
- アリアンロッドRPG エリンディル東方ガイド（ワールドガイド、追加データ） ISBN 978-4-8291-7695-5

### サプリメント：アルディオン
- アリアンロッド・サガ アルディオン大陸ガイド（ワールドガイド、スキル、アイテム、種族等追加データ） ISBN 978-4-8291-7672-6
- アリアンロッド・サガ トラベルガイド ベネット見聞録（ワールドガイドの第1回改訂、追加データ、シナリオ） ISBN 978-4-8291-4546-3
- アリアンロッド・サガ タクティクスガイド（追加ルール、ワールドガイドの第2回改訂、追加データ、シナリオ） ISBN 978-4-8291-7692-4

### シナリオ集：エリンディル
- ファーストクエスト（キャンペーンシナリオ集1） ISBN 4-907792-72-7
- ダブルイメージ（キャンペーンシナリオ集2） ISBN 4-907792-80-8
- ドレッドダンジョン（キャンペーンシナリオ集3、追加ルール） ISBN 4-907792-90-5
- エリンディル・ウォーカー（キャンペーンシナリオ集4、追加ルール） ISBN 4-86224-007-0

### シナリオ集：アルディオン
- ロスベルク島攻防記（キャンペーンシナリオ集） ISBN 4-86224-036-4
- ロスベルク島攻防記2（キャンペーンシナリオ集2） ISBN 978-4-86224-064-4

### その他
- アリアンロッド・サガ演義 ISBN 978-4-86224-053-8

『ゲーマーズフィールド』別冊19号。「アリアンロッド・サガ」の概略やシリーズGMの座談会、「サガ」追加データ等を収録。ほとんどのデータは「タクティクスガイド」やファンブックに改訂の上採録されている。
- アリアンロッド・サガファンブック Fellowship of Stone（リプレイ、CDドラマ、シナリオ、アリアンロッド・サガ・リプレイの紹介[23]）  ISBN 978-4-04-726631-5
- アリアンロッド・サガファンブック Heartbreak Memory（リプレイ、CDドラマ、シナリオ、『アクロス』『ブレイク』両シリーズ及び小説版の完結と『2E』移行後[24]のアリアンロッド・サガ・リプレイの展望記事）  ISBN 978-4-04-727410-5
- アリアンロッド・サガ ファンブック Kind of Magic　ISBN 978-4-04-728092-2

### リプレイ集
本項の一覧では、『2E』対応のリプレイシリーズ（進行中のリプレイシリーズについては『2E』対応の巻）に付いては記載しない。記事「アリアンロッドRPG 2E#リプレイ集」を参照のこと。

#### 『無印』シリーズ
アリアンロッドRPG発売と同時に展開されたシリーズで、「『無印』シリーズ」と通称される。GMおよび著者は菊池たけし。イラスト担当は爆天童と佐々木あかね。発売元は富士見ドラゴンブック。本編三作と外伝である「EX」の全4冊で構成される。
- アリアンロッド・リプレイ 銀の輪の封印 ISBN 4-8291-4393-2
- アリアンロッド・リプレイ2 闇色の血の騎士 ISBN 4-8291-4399-1
- アリアンロッド・リプレイ3 金色の鍵の英雄 ISBN 4-8291-4454-8
- アリアンロッド・リプレイEX 死者の花嫁 ISBN 4-8291-4456-4

#### 『ルージュ』シリーズ
文庫リプレイシリーズ第二弾。GMおよび著者は菊池たけし。イラスト担当は佐々木あかね。声優の力丸乃りこがTRPG業界外からのゲストプレイヤーとして参加。発売元は富士見ドラゴンブック。
初心者の力丸が演じる初心者キャラクター「ノエル」を、ノエルのとある能力に価値を見出した3つの組織からそれぞれ派遣されたトラン、クリス、エイプリルのベテラン冒険者がフォローする、と言う形で、いわゆる「パワーレベリング」をシナリオに盛り込んでいる。それぞれの組織の思惑で動かねばならないPC同士の葛藤等も描かれている。
- アリアンロッド・リプレイ・ルージュ ノエルと薔薇の小箱 ISBN 4-8291-4465-3
- アリアンロッド・リプレイ・ルージュ2 ノエルと翡翠の刻印 ISBN 4-8291-4474-2
- アリアンロッド・リプレイ・ルージュ3 ノエルと白亜の悪夢 ISBN 4-8291-4485-8
- アリアンロッド・リプレイ・ルージュ4 ノエルと蒼穹の未来 ISBN 4-8291-4511-0
- アリアンロッド・リプレイ・ルージュ+1 ノエルと白馬の王子 ISBN 4-8291-4523-4

#### 『ハートフル』シリーズ
賢者の街エルクレストを舞台にした文庫リプレイシリーズ第三弾で、サプリメント『エルクレスト学園ガイド』と連動した内容になっている。GMおよび著者は久保田悠羅。イラスト担当はbomi。これまでのアリアンロッド・リプレイではGMを務めてきた菊池たけしが初めてプレイヤーに回り、ゲストプレイヤーとして声優の小暮英麻、小島めぐみが参加。発売元は富士見ドラゴンブック。
- アリアンロッド・リプレイ・ハートフル 聖雪のキャンパス ISBN 4-8291-4487-4
- アリアンロッド・リプレイ・ハートフル2 想望のメモリアル ISBN 4-8291-4495-5
- アリアンロッド・リプレイ・ハートフル3 迷夢のコントラスト ISBN 4-8291-4510-2
- アリアンロッド・リプレイ・ハートフル4 星霜のロンド ISBN 4-8291-4517-X
- アリアンロッド・リプレイ・ハートフル5 約束のアンサンブル ISBN 4-8291-4526-9

#### 『アリアンロッド・サガ』シリーズ
文庫リプレイシリーズ第四弾。エリンディルの西にあるアルディオン大陸を舞台にした、壮大な戦記物。並列する複数のセッションが互いにリンクする仕掛け。それに加え、同じく連動する小説（後述）、漫画も刊行。GMとイラストはそれぞれ菊池たけし/佐々木あかね、久保田悠羅/植田亮（1〜3巻）・村正みかど（4〜5巻）、鈴吹太郎/四季童子、小説は矢野俊策、漫画は佐々木あかねが担当する。
追加シリーズとして「デスマーチ」「エチュード」があり、GMとイラストはそれぞれ田中信二/猫猫猫、緑谷明澄/いろは楓がそれぞれ担当。ゲストプレイヤーとして声優の大竹みゆ、矢薙直樹、小暮英麻、酒井香奈子、脚本家の吉村清子が参加している。発売元は富士見ドラゴンブック。
- アリアンロッド・サガ・リプレイ1 戦乱のプリンセス ISBN 978-4-8291-4536-4
- アリアンロッド・サガ・リプレイ2 最強のフィアンセ ISBN 978-4-8291-4549-4
- アリアンロッド・サガ・リプレイ3 殺意のエトワール ISBN 978-4-8291-4562-3
- アリアンロッド・サガ・リプレイ4 裏切りのマリオネット ISBN 978-4-8291-4576-0
- アリアンロッド・サガ・リプレイ5 激闘のピースメイカー ISBN 978-4-8291-4603-3
- アリアンロッド・サガ・リプレイ6 運命のダイナスト ISBN 978-4-8291-4615-6
- アリアンロッド・サガ・リプレイ・アクロス1 天に月、地に剣 ISBN 978-4-8291-4539-5
- アリアンロッド・サガ・リプレイ・アクロス2 狼の魂、竜の光 ISBN 978-4-8291-4553-1
- アリアンロッド・サガ・リプレイ・アクロス3 漆黒の刃、黄金の牙 ISBN 978-4-8291-4567-8
- アリアンロッド・サガ・リプレイ・アクロス4 剣の嘆き、王の帰還 ISBN 978-4-8291-4587-6
- アリアンロッド・サガ・リプレイ・アクロス5 黄金の狼、銀の紋章 ISBN 978-4-8291-4607-1
- アリアンロッド・サガ・リプレイ・ブレイク1 ファントムレイダース ISBN 978-4-8291-4545-6
- アリアンロッド・サガ・リプレイ・ブレイク2 フレイムレギオン ISBN 978-4-8291-4545-6
- アリアンロッド・サガ・リプレイ・ブレイク3 キングダム・フォールズ ISBN 978-4-8291-4595-1
- アリアンロッド・サガ・リプレイ・ブレイク4 グレートレベリオン ISBN 978-4-8291-4614-9
- アリアンロッド・サガ・リプレイ・ブレイク5 ラストミッション ISBN 978-4-8291-4627-9
- アリアンロッド・サガ・リプレイ・デスマーチ 死んで花実が咲くものか! ISBN 978-4-8291-4571-5
- アリアンロッド・サガ・リプレイ・デスマーチ2 愛はお金で買えません! ISBN 978-4-8291-4584-5
- アリアンロッド・サガ・リプレイ・デスマーチ3 孤立無援の大ピンチ ISBN 978-4-8291-4605-7
- アリアンロッド・サガ・リプレイ・デスマーチ4 さらにキビシイ綱渡り! ISBN 978-4-8291-4620-0
- アリアンロッド・サガ・リプレイ・エチュード ISBN 978-4-8291-4601-9
- アリアンロッド・サガ・リプレイ・エチュード2 やって来た恐るべき先輩 ISBN 978-4-8291-4622-4

#### 『レジェンド』シリーズ
文庫リプレイシリーズ第五弾。全4巻。舞台は再びエリンディル西方に戻り、クラン＝ベルにあるコロシアムで借金を返すためにプレイヤー達が頑張るという話になっている。『上級ルールブック』で追加されたスクウェア戦闘ルールやシナリオ集『エリンディル・ウォーカー』で導入されたコロシアム戦闘ルールなどが使われ、2巻以降はサプリメント『エリンディル・レジェンドガイド』と連動した内容になっている。GM兼著者は丹藤武敏。イラストはヤトアキラ。ゲストプレイヤーとして富士見書房編集者の妹尾絵美が参加している。発売元は富士見ドラゴンブック。
- アリアンロッド・リプレイ・レジェンド1 貧乏姉妹の挑戦 ISBN 978-4-8291-4556-2
- アリアンロッド・リプレイ・レジェンド2 貧乏姉妹の憂鬱 ISBN 978-4-8291-4569-2
- アリアンロッド・リプレイ・レジェンド3 貧乏姉妹の驚愕 ISBN 978-4-8291-4581-4
- アリアンロッド・リプレイ・レジェンド4 貧乏姉妹の伝説 ISBN 978-4-8291-4597-5

#### 『ブレイド』シリーズ
文庫リプレイシリーズ第六弾。『アリアンロッド・リプレイ・アンサンブル』で断片的に語られてきた「エリンディル東方世界」を舞台とした初のリプレイ。ルール第一版環境下でスタートした最後のリプレイシリーズでもある。サプリメント『エリンディル東方ガイド』と連動した内容になっている。GM兼著者は丹藤武敏。イラストはbob。ゲストプレイヤーとしてアリアンロッド・リプレイは『ハートフル』以来となる小島めぐみが参加している。発売元は富士見ドラゴンブック。
- アリアンロッド・リプレイ・ブレイド1 サムライ・プリンセス ISBN 978-4-8291-4611-8
- アリアンロッド・リプレイ・ブレイド2 クッキングコロシアム ISBN 978-4-8291-4628-6

#### その他リプレイ
- アリアンロッド・リプレイ・アンサンブル ISBN 978-4-8291-4579-1

FEARが発行する雑誌『ゲーマーズ・フィールド別冊』に掲載された単独リプレイ「ルネス殺人事件」「アリアンロッド剣豪伝 明星連也降魔剣」と、これまで明らかにされていなかったエリンディル大陸東方についての設定紹介が収録されている。イラスト担当はヤトアキラ。

### 小説
- アリアンロッド・サガ1 ルーズ・ソードマスター ISBN 978-4-8291-3365-1
- アリアンロッド・サガ2 ワンダリング・プリンセス ISBN 978-4-8291-3425-2
- アリアンロッド・サガ3 ロンサム・ヒーロー ISBN 978-4-8291-3539-6

『アリアンロッド・サガ・リプレイ』のPCであるアル・イーズデイルを中心としている小説。著者は矢野俊策。『アリアンロッド・サガ・リプレイ』と関連性がある。発売元は富士見ファンタジア文庫。

### 漫画
- アリアンロッド・サガ・コンチェルト1 ISBN 978-4-04-870145-7
- アリアンロッド・サガ・コンチェルト2 ISBN 978-4-04-886100-7

『アリアンロッド・サガ・リプレイ』のPCであるピアニィ・ルティナベールを中心としている漫画。著者は佐々木あかね。『アリアンロッド・サガ・リプレイ』の前日談的位置付けにある。

## 他作品とのコラボレーション
- 2014年にダークファンタジーRPG『ロード・オブ・ザ・ドラゴン』にてアリアンロッドRPGコラボキャンペーンが催された。